# Марченко, Виктор Николаевич
Ви́ктор Никола́евич Ма́рченко (1934—1985) — советский рабочий-металлург, горновой доменного цеха Коммунарского металлургического комбината. Герой Социалистического Труда (1971), лауреат Государственной премии УССР (1982), почётный металлург УССР.

## Биография
Родился в 1934 году в городе Перевальске Луганской области в семье рабочего. Его отец — потомственный шахтер, в годы Великой Отечественной войны погиб на фронте под Сталинградом, его имя выбито на стене Пантеона Славы на Мамаевом кургане.
В 1953 году окончил в Алчевске ПТУ № 8. Проходил срочную службу в Советской армии в Московском военном округе.
Придя с армии тридцать лет до конца жизни работал в доменном цеху Алчевского металлургического комбината, сначала подручным горнового, затем горновым. Был известным рационализатором, членом президиума совета ВОИР, избирался делегатом на съезды профсоюзов.
В 1969 году награждён медалью «За доблестный труд».
В 1971 году указом Президиума Верховного Совета СССР «за выдающиеся успехи, достигнутые в выполнении заданий пятилетнего плана по развитию черной металлургии» Марченко В. Н. было присвоено звание Героя Социалистического Труда с вручением Золотой Звезды и Ордена Ленина.
В 1982 году стал лауреатом Государственной премии Украинской ССР, в 1983 году удостоен звания Почётный гражданин города Алчевска.
В 1984 году вышел на пенсию, умер в 1985 году.